# Hanau
Hanau este un oraș din landul Hessa.

## Transporturi
Hanau Hauptbahnhof este un nod de cale ferată în centrul Germaniei.

## Personalități
- Jakob Grimm (1785 - 1863), jurist și filolog, culegător de basme
- Wilhelm Grimm (1786 - 1859), filolog, culegător de basme
- Karl Storck (1826 - 1887), sculptor stabilit la București;
- Friedrich-Wilhelm Fleischer (1890 - 1952), amiral;
- Rudi Völler (n. 1960), fotbalist.